# Bimbo (album)
Bimbo – drugi album studyjny zespołu Virgin wydany 17 maja 2004. Z albumu pochodzą trzy single: „Dżaga”, „Kolejny raz” i „Nie zawiedź mnie”. Album dotarł do pierwszego miejsca polskiej listy sprzedaży – OLiS, a w 2022 roku uzyskał certyfikat platynowej płyty.

## Lista utworów
1. „Szafa” – 3:55
2. „Chłopczyku mój” – 4:06
3. „Dżaga” – 4:05
4. „Nie zawiedź mnie” – 3:12
5. „Nie oceniać jej” – 4:36
6. „Et Anima” – 4:34
7. „Ulica” – 3:56
8. „Piekarnia” – 3:15
9. „Okno Boże” – 3:05
10. „Teraz to wiem” – 3:25
11. „Bar” – 3:31
12. „Kolejny raz” – 3:25
13. „Mój „M”” – 2:59